# Stabia Sporting Club 1929-1930
Questa pagina raccoglie i dati riguardanti lo Stabia Sporting Club nelle competizioni ufficiali della stagione 1929-1930.

## Rosa
| N. |                   | Ruolo | Calciatore         |
| -- | ----------------- | ----- | ------------------ |
|    | Italia (bandiera) | A     | Nicola Carotenuto  |
|    | Italia (bandiera) | D     | Fernando Chiantini |
|    | Italia (bandiera) | C     | Giuseppe D'Amura   |
|    | Italia (bandiera) | C     | Umberto De Angelis |
|    | Italia (bandiera) | C     | Domenico De Nicola |
|    | Italia (bandiera) | P     | De Prisco          |

| N. |                   | Ruolo | Calciatore         |
| -- | ----------------- | ----- | ------------------ |
|    | Italia (bandiera) | A     | Donnarumma         |
|    | Italia (bandiera) | A     | Esposito           |
|    | Italia (bandiera) | C     | Iezzo              |
|    | Italia (bandiera) | C     | Catello Murino     |
|    | Italia (bandiera) | D     | Giovanni Panosetti |